# Юра-Гора
Юра-Гора — деревня в Плесецком районе Архангельской области. Входит в состав Тарасовского сельского поселения. Входила в состав упразднённого села Церковное.

## Этимология
Название происходит от  карельского слова — юрккя, что означает крутой. Слово гора означает ни что инное, как возвышенность, холм .

## География
Находится рядом с деревней Вересник. Деревня находится на холме, имеющем форму вытянутого полуострова. У его подножия протекает изгибом река Шорда. Высота холма 73 м над уровнем воды в реке Шорда. Почва в деревне плодородная, что позволяет жителям деревни получать крупный урожай картофеля.

## Население
| 2002 | 2010 | 2012 |
| ---- | ---- | ---- |
| 14   | ↘13  | ↗18  |

## Инфраструктура
К деревне ведет 3 грунтовых дороги, не отличающихся качеством. На одном из домов установлен таксофон.

## История
Деревня впервые упоминается в 1556 году в «Платежнице Я.Сабурова и И.Кутузова».

## Достопримечательности
С деревенского холма открывается отличный вид на всю близлежащую местность и реку Шорду. Так же в деревне есть 2 двухэтажных дома-пятистенка конца XIX века.